# Hyblaeidae
Hyblaeidae (лат.) — небольшое семейство чешуекрылых. Внешне напоминают небольших представителей семейства совок (Noctuidae), в связи с чем, ранее их считали подсемейством в составе последнего.

## Описание
Среднего размера бабочки с размахом крыльев обычно около 40 мм. Усики простые, относительно короткие и нитевидные. Голова округлая, лоб с наличие лобных выступов. Форма передних крыла треугольная и округленно-треугольная. Крылья широкие и округлые, часто с жёлтыми или красными пятнами и полосами. Туловище толстое.
Гусеницы питаются кормовыми растениями из семейств Bignoniaceae, Verbenaceae, Avicenniaceae, Rhizophoraceae, и родственных им.

## Ареал
Род Hyblaea встречается в тропическом поясе Африки и Азии, род Torone — в тропиках Южной Америки.

## Систематика
Семейство включает в свой состав два рода: Hyblaea и Torone, насчитывающих всего около 18—20 видов, которые нередко относят к надсемейству Pyraloidea. В последнее время семейство Hyblaeidae сближают с видом Prodidactis mystica (Prodidactidae), объединяя их в надсемейство Hyblaeoidea.
- Род Erythrochrus
  - Erythrochrus bicolor
  - Erythrochrus hyblaeiodes
  - Erythrochrus notabilis

- Род Hyblaea
  - Hyblaea amboinae
  - Hyblaea apricans
  - Hyblaea asava
  - Hyblaea aterrima
  - Hyblaea bohemani
  - Hyblaea canisigna
  - Hyblaea castanea
  - Hyblaea catocaloides
  - Hyblaea constellata
  - Hyblaea contraria
  - Hyblaea cruenta
  - Hyblaea dilatata
  - Hyblaea erycinoides
  - Hyblaea esakii
  - Hyblaea euryzona
  - Hyblaea firmamentum
  - Hyblaea flavifasciata
  - Hyblaea flavipicta
  - Hyblaea fontainei
  - Hyblaea fortissima
  - Hyblaea genuina
  - Hyblaea hypocyanea
  - Hyblaea ibidias
  - Hyblaea inferna
  - Hyblaea insulsa
  - Hyblaea joiceyi
  - Hyblaea junctura
  - Hyblaea limacodella
  - Hyblaea madagascariensis
  - Hyblaea mirificum
  - Hyblaea nigra
  - Hyblaea occidentalium
  - Hyblaea paulianii
  - Hyblaea puera
  - Hyblaea rosacea
  - Hyblaea saga
  - Hyblaea sanguinea
  - Hyblaea saturata
  - Hyblaea strigulata
  - Hyblaea subcaerulea
  - Hyblaea synaema
  - Hyblaea tenebrionis
  - Hyblaea tenuis
  - Hyblaea tortricoides
  - Hyblaea triplagiata
  - Hyblaea unxia
  - Hyblaea vasa
  - Hyblaea vitiensis
  - Hyblaea xanthia